# Superhélice

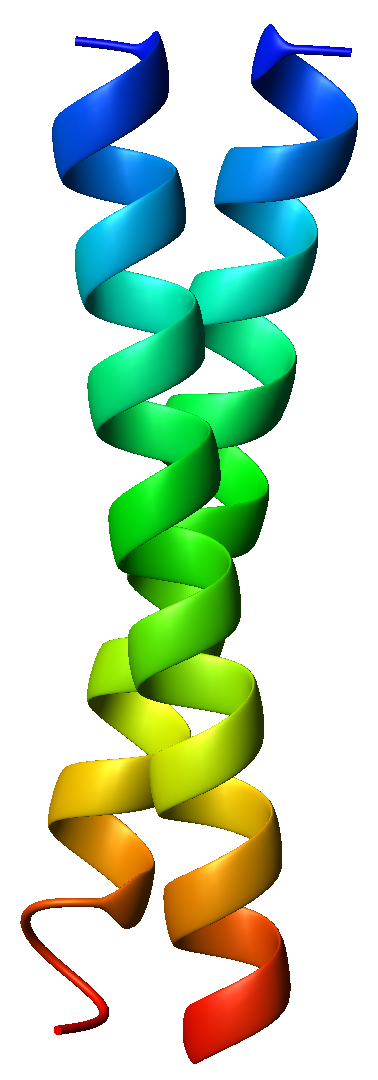
Glissière à leucine GCN4, offrant un exemple typique de superhélice.

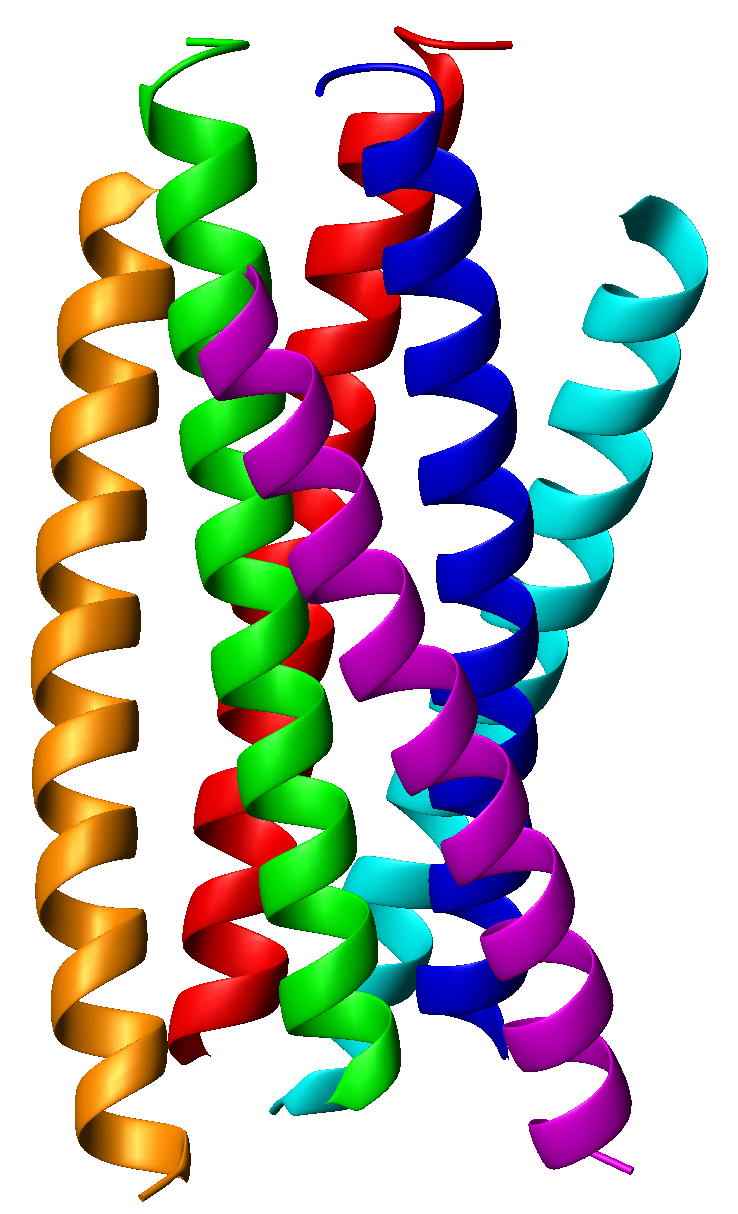
Hexamère de en superhélice.

Une superhélice, ou coiled coil, est un motif structurel de protéines dans lequel de deux à sept hélices α sont enroulées ensemble les unes autour des autres — les dimères et les trimères sont les structures les plus fréquentes. Des protéines présentant ce type de structures sont impliquées dans des fonctions biologiques importantes, par exemple les facteurs de transcription dans l'expression génétique. Les oncoprotéines c-Fos et c-Jun (en), de même que la tropomyosine, sont des exemples notables de telles protéines.
Les structures en superhélices contiennent généralement des motifs répétés de sept résidus — heptade répétée — de la forme hxxhcxc, constitués de résidus d'acides aminés hydrophobes (h) et électriquement chargés (c) séparés par des résidus variables (x). Les positions des résidus dans ce motif répété sont généralement notés abcdefg, où a et d sont les positions occupées par des acides aminés hydrophobes, souvent l'isoleucine, la leucine ou la valine. Lorsque cette séquence est enroulée en une hélice α, ces résidus hydrophobes s'alignent en une bande formant elle-même une hélice gauche autour de l'hélice α. Il en résulte une structure amphiphile qui, dans le cytoplasme d'une cellule, tend à dimériser de telle sorte que deux hélices α s'enroulent l'une autour de l'autre en mettant en contact leurs résidus hydrophobes respectifs. Le contact entre les deux hélices α est particulièrement étroit, les chaînes latérales des résidus a et d établissant presque toutes les interactions de van der Waals possibles. Cet empilement étroit avait été initialement prédit par Francis Crick en 1952 et est appelé empilement « bosses dans creux » (knobs into holes). Les hélices α peuvent être parallèles ou antiparallèles, et forment généralement une superhélice gauche. Quelques superhélices droites ont également été observées dans la nature et dans des protéines synthétiques.

## Rôle des superhélices dans l'infection à VIH
La pénétration du virus de l'immunodéficience humaine (VIH) dans les lymphocytes T auxiliaires commence avec la liaison de trois sous-unités de la glycoprotéine gp120 au récepteur CD4 et à un corécepteur. La glycoprotéine gp120 est étroitement associée à un trimère de glycoprotéines gp41 (en) par des forces de van der Waals. La liaison de la gp120 au récepteur CD4 et au corécepteur induit un ensemble de modifications conformationnelles qui conduisent à la dissociation de la gp120, à l'exposition de la gp41 et à l'ancrage de l'extrémité N-terminale de cette dernière dans la cellule hôte. Un mécanisme à ressort met en contact la membrane plasmique avec l'enveloppe virale afin qu'elles fusionnent. Ce mécanisme à ressort est constitué par la glycoprotéine gp41 qui possède deux heptades répétées au niveau de l'extrémité N-terminale (HR1) et de l'extrémité C-terminale (HR2). La région HR1 forme une superhélice trimérique parallèle sur laquelle s'enroule la région HR2 en formant un trimère d'épingles à cheveux à six hélices qui provoque la fusion des deux membranes. Le virus peut alors pénétrer dans la cellule cible et y commencer à se répliquer.